# Asota buruensis
Asota buruensis là một loài bướm đêm thuộc họ Erebidae. Loài này có ở Buru ở Indonesia.